# لاريسا بيرغن
لاريسا بيرغن (22 سبتمبر 1949 في كازاخستان - 7 أبريل 2023) هي لاعبة كرة طائرة روسية (وحملت سابقاً جنسية الاتحاد السوفيتي). شاركت في الألعاب الأولمبية الصيفية 1976.

## وصلات خارجية
- لاريسا بيرغن على موقع اللجنة الأولمبية الدولية (الإنجليزية)
- لاريسا بيرغن على موقع أوليمبيديا (الإنجليزية)